# Born 2 Be Great
Born 2 Be Great è un singolo del rapper statunitense Lil Tjay, pubblicato il 31 marzo 2021 come quarto estratto dal secondo album in studio Destined 2 Win.

## Tracce
Testi di Tione Merritt, Brendan Walsh, Luis Campozano, Allen Ritter, Aubrey Graham,  Jahron Brathwaite, Matthew Samuels, Monte Moir, Richard Stephenson, Robyn Fenty e Rupert Thomas Jr., musiche di Bordeaux e Non Native.
1. Born 2 Be Great – 2:50

## Classifiche
| Classifica (2021) | Posizione massima |
| ----------------- | ----------------- |
| Stati Uniti       | 108               |